# Scherma ai VII Giochi panamericani
I Giochi Panamericani di scherma del 1975 si sono svolti a Città del Messico, in Messico ed hanno visto lo svolgimento di 8 gare, 6 maschili e 2 femminili.

## Podi

### Uomini
| Evento      | Oro                                                                | Argento                                                                            | Bronzo                                                                                     |
| Spada       |                                                                    |                                                                                    |                                                                                            |
| Individuale | Omar Vergara                                                       | Scott Bozek                                                                        | Paul Pesthy                                                                                |
| A squadre   | Stati Uniti William Reith Paul Pesthy Brooke Makler Scott Bozek    | Cuba Ricardo Cabrera José Arencibia Narciso Simet Víctor Suárez                    | Brasile Arthur Ribeiro Ronaldo Schwantes Frederico Alencar Francisco Buonafina Sandor Kiss |
| Fioretto    |                                                                    |                                                                                    |                                                                                            |
| Individuale | Martin Lang                                                        | Eduardo Jons                                                                       | Enrique Salvat                                                                             |
| A squadre   | Cuba Eduardo Jons Enrique Salvat Leonardo Mackenzie Jorge Garbey   | Stati Uniti Edward Ballinger Albert Davis Walter Krause Martin Lang                | Messico Carlos Calderón Vicente Calderón Rodolfo Campero Víctor Robles                     |
| Sciabola    |                                                                    |                                                                                    |                                                                                            |
| Individuale | Manuel Ortiz                                                       | Guzmán Salazar                                                                     | Peter Westbrook                                                                            |
| A squadre   | Cuba Lazaro Mora Francisco de la Torre Manuel Ortiz Guzmán Salazar | Stati Uniti Peter Westbrook Paul Apostol Stephen Kaplan Alex Orban Thomas Losonczy | Argentina Pablo Moyano José María Casanovas Juan Gavajda Marcelo Méndez Fernando Lúpiz     |

### Donne
| Evento      | Oro                                                                                     | Argento                                                                 | Bronzo                                                                              |
| Fioretto    |                                                                                         |                                                                         |                                                                                     |
| Individuale | Margarita Rodríguez                                                                     | Nikki Franke                                                            | Blanca Estrada                                                                      |
| A squadre   | Cuba María Esther García Milady Tack-Fang Marlene Font Margarita Rodríguez Nancy Uranga | Canada Donna Hennyey Louise-Marie Leblanc Susan Stewart Chantal Gilbert | Stati Uniti Denise O'Connor Nikki Franke Sheila Armstrong Ann O'Donnell Gay D'Asaro |

## Medagliere
| #      | Nazione     | Oro | Argento | Bronzo | Totale |
| ------ | ----------- | --- | ------- | ------ | ------ |
| 1      | Cuba        | 5   | 3       | 1      | 9      |
| 2      | Stati Uniti | 2   | 4       | 3      | 9      |
| 3      | Argentina   | 1   | 0       | 1      | 2      |
| 4      | Canada      | 0   | 1       | 0      | 1      |
| 5      | Messico     | 0   | 0       | 2      | 2      |
| 6      | Brasile     | 0   | 0       | 1      | 1      |
| Totale | Totale      | 8   | 8       | 8      | 24     |